# Македонска парламентарна група
Македонската парламентарна група e легалният парламентарен представител на Вътрешната македонска революционна организация в Народното събрание на Царство България в периода от 1927 до 1934 г.
На 17 юли 1927 година народните представители в XXII ОНС от Горноджумайска, Неврокопска и Петричка околия в частно заседание се обособяват в отделна парламентарна група с председател д-р Иван Каранджулов и секретар Ангел Узунов, запасен член на Задграничното представителство на ВМРО. На 1 юли 1927 година Георги Кулишев при разискванията по отговора на тронното слово мотивира появата на новата парламентарна група, като заявява
| „ | Ние не съставляваме отделна партия, а сме само отделна парламентарна група. Ние, народните представители от Петрички окръг, сме дошли тук с любов към България, с искрена и дълбока привързаност към българския народ и неговата свободна държава – да сътрудничим не на отделна партия против друга партия... | “ |

Според него депутатите са призвани да бъдат „носители на едни по-специални интереси“. Дълбоката причина „за безпокойство и размирие на Балканите е в жестокото третиране на поробените български населения, особено под гръцка и сръбска власт“. Пиринските депутати са с мисията да „изнесат“ националните тежнения не само на населението от Македония, но и на българите в Добруджа и Тракия“. От първата редовна сесия на ХХII ОНС депутатите настояват в отговора по тронното слово да се акцентира върху малцинствения въпрос. От името на групата Кулишев заявява, че България има „нравствено и политическо право да издигне глас за онеправданите и измъчени българи извън нейните граници“. Цялата група е готова до фанатизъм да отстоява „етническите права на българските малцинства“. Единадесетте депутати, обладани от родолюбив дух, не са съгласни с правителствената целесъобразност и съставят друг проект за отговор на тронното слово, но управляващото мнозинство не приема предложението на македонската парламентарна група.
Групата стриктно следва указанията на стоящата зад нея организация. Основната политическа линия на Македонската парламентарна група в XXI ОНС и XXII ОНС е противопоставяне на подобряване на отношенията между България от една страна и Кралство Югославия и Кралство Гърция от друга. Депутатите са родени в трите дяла на областта Македония и са избрани съответно през 1927 и 1931 година предимно чрез общограждански листи.
С разтурянето на ВМРО и закриването на политическите партии след 1934 година, групата престава да съществува.

## Депутати
XXI ОНС
- Иван Каранджулов – Неврокоп
- Сребрен Поппетров
- Владимир Руменов

XXII ОНС
- Ангел Узунов – Горна Джумая, адвокат
- Георги Кулишев – Горна Джумая, журналист
- Иван Ингилизов – Горна Джумая, тютюнотърговец
- Петър Цуцуманов – Горна Джумая
- Димитър Жостов – Неврокоп, пенсионер
- Димитър Поппандов – Неврокоп, пенсионер
- Иван Каранджулов – Неврокоп, юрист
- Владимир Руменов – Петрич, лекар
- Добри Манасиев – Петрич, пенсионер
- Йордан Мирчев – Петрич, пенсионер
- Константин Станишев – Петрич, лекар

XXIII ОНС
- Константин Станишев – Петрич, председател
- Атанас Хаджипопов – Свети Врач
- Васил Попдимитров – Петрич
- Васил Василев – Горна Джумая, говорител
- Иван Ингилизов – Горна Джумая
- Петър Мърмев – Горна Джумая, секретар
- Петър Кушев – Неврокоп
- Стоян Филипов – Неврокоп